# Строгий (миноносец)
«Стро́гий» — русский миноносец типа «Сокол».
Зимой 1902—1903 годов перешёл с Балтики в Севастополь. Нёс боевую службу на Черноморском флоте. 10 октября 1907 года переклассифицирован в эскадренный миноносец. В 1926 году — в посыльное судно.

## Строительство
Заложен в 1899 году в Петербурге, спущен на воду в 1901 году, вступил в строй в 1902 году.

## Служба
В 1907 году доставил из Одессы в Севастополь арестованного потемкинца А. Н. Матюшенко. После многочисленных побегов 1905 и 1906 годов власти боялись повторения, для сопровождения заключенного прибыл миноносец «Строгий», на котором закованного до суда в ручные и ножные кандалы Матюшенко охраняли 7 офицеров и 60 солдат — не считая матросов специально подобранной команды.
Участвовал в Первой мировой войне 1914—1918 годов. В 08 часов 50 минут 22 марта 1916 года «Строгий», шедший в охранении двух транспортов близ побережья Турции, обнаружили в 4…5 кабельтовых по правому траверзу перископ германской подводной лодки U-33. Из носового 75-мм орудия лодку обстреляли «ныряющими» снарядами, но прямых попаданий отмечено не было, после чего миноносец протаранил форштевнем рубку погружающейся лодки, однако потопить её не смог.
В марте 1918 года сдан в Севастопольский порт на хранение, в мае 1918 года захвачен в Севастополе немцами.
В апреле 1919 года выведен из строя англичанами, оставлен при эвакуации из Севастополя.
С мая 1920 года — в порту на хранении. В январе 1922 года вошёл в состав Морских сил Чёрного моря.
В июле 1923 года введён в строй под названием «Марти́» (в честь французского коммуниста Андре Марти).
20 июля 1929 года исключён из списков судов ВМС РККА, сдан в ОФИ и передан «Рудметаллторгу» для разборки на металл.

## Командиры
- 1902—1904 — капитан 2-го ранга А. П. Угрюмов
- 10.09.1904—1906 — лейтенант В. Д. Тырков
- 1915–1916 — капитана 2 ранга Г. Г. Чухнин
- с ??.01.1917 — старший лейтенант А. А. Апушкин